# Gute fachliche Praxis
Als gute fachliche Praxis (GfP) wird im deutschen Recht die Einhaltung gewisser Grundsätze des Tier- und Umweltschutzes in der Land-, Forst- und Fischereiwirtschaft bezeichnet.
Die gute fachliche Praxis kann als Gesamtheit der im jeweiligen Fachbereich anerkannten Regeln der Technik angesehen werden, die jedoch weiteren, beispielsweise ethisch oder politisch geprägten Kriterien unterworfen und nach solchen Leitwerten (wie Effizienzsteigerung, Ressourcenschonung und Schutzgütern wie Luft oder Boden) ausgerichtet sind. Sie bildet den beherrschbaren und zugleich erwarteten Standard ab und zeigt den Anwendern damit ihren Handlungsrahmen. Sie stellt eine Basisstrategie dar und beinhaltet die Maßnahmen, die
- in der Wissenschaft als gesichert gelten;
- aufgrund praktischer Erfahrungen als geeignet, angemessen und notwendig anerkannt sind;
- von der amtlichen Beratung empfohlen werden und
- den sachkundigen Anwendern bekannt sind.

## Landwirtschaft

### Grundsätze
Grundsätze guter fachlicher Praxis sind, dass Landwirtschaft
1. standortangepasst ist, dabei auf eine nachhaltige Bodenfruchtbarkeit insbesondere durch die Fruchtfolgegestaltung und den Erhalt des Humusgehaltes sowie auf die langfristige Flächennutzbarkeit insbesondere durch Erhalt der Bodenstruktur und durch Vermeidung von Bodenverdichtung und Bodenabträgen (Erosion) zielt,
2. die natürliche Ausstattung an Böden, Wasser, Flora und Fauna nicht über das für nachhalten Ertrag nötige Maß hinaus ausbeutet,
3. Landschaftselemente schützt, die zur Vernetzung von Biotopen erforderlich sind oder standorttypisch wie in Form von Hecken, Feldrainen oder Ackerterrassen auch dem Bodenschutz dienen,
4. ihre Tierhaltung ohne schädliche Umweltauswirkungen, insbesondere im ausgewogenen Verhältnis zum Pflanzenbau betreibt,
5. Grünland auf erosionsgefährdenden Hängen, Mooren und Flächen mit hohem Grundwasserstand und in Überschwemmungsgebieten erhält und
6. Dünge- und Pflanzenschutzmittel nur rechtmäßig anwendet und dies dokumentiert.

Beim Umgang mit Düngemitteln beinhaltet sie, dass bei der landwirtschaftlichen Erzeugung ein nachhaltiger und ressourceneffizienter Umgang mit Nährstoffen sichergestellt und hierbei Nährstoffverluste in die Umwelt so weit wie möglich vermieden werden.
Die gute fachliche Praxis im Pflanzenschutz im Sinne des deutschen Pflanzenschutzgesetzes ist eine Strategie insbesondere zur „Gesunderhaltung und Qualitätssicherung von Pflanzen und Pflanzenerzeugnissen“ sowie zur „Abwehr von Gefahren, die durch die Anwendung, das Lagern und den sonstigen Umgang mit Pflanzenschutzmitteln oder durch andere Maßnahmen des Pflanzenschutzes, insbesondere für die Gesundheit von Mensch und Tier und für den Naturhaushalt einschließlich des Grundwassers entstehen können“. Sie steht der für die Europäische Union in ihrer sogenannten Pflanzenschutzmittelverordnung erklärten guten Pflanzenschutzpraxis nahe, „bei der die Behandlung bestimmter Pflanzen oder Pflanzenerzeugnisse mit Pflanzenschutzmitteln in Übereinstimmung mit dem durch die Zulassung abgedeckten Verwendungszweck so ausgewählt, dosiert und zeitlich gesteuert wird, dass eine akzeptable Wirkung mit der geringsten erforderlichen Menge erzielt wird, unter Berücksichtigung lokaler Bedingungen und der Möglichkeit einer Bekämpfung mittels geeigneter Anbaumethoden und biologischer Mittel“.

### Kritik an der landwirtschaftlichen Praxis
Die fachliche Praxis der Landwirtschaft hat zu einem Verlust und zur Gefährdung der Biodiversität und der Bodenfruchtbarkeit geführt.

## Forstwirtschaft
In der Forstwirtschaft sind naturnahe Wälder anzustreben und Kahlschläge zu vermeiden.

## Fischereiwirtschaft
Die Fischerei hat oberirdische Gewässer einschließlich ihrer Uferzonen als Lebensräume heimischer Tiere und Pflanzen zu schützen, einen Besatz mit nichtheimischen Tierarten zu unterlassen und die Waidgerechtigkeit zu beachten.

## Auswirkung
Genügt eine land-, forst- oder fischereiwirtschaftliche Flächennutzung guter fachlicher Praxis, wird vermutet, dass sie nicht den staatlichen Zielen des Naturschutzes und der Landwirtschaftspflege widerspricht. Regelmäßig wird sie daher nicht als Eingriff in Natur oder Landschaft betrachtet und gelten für sie nicht deren besondere Zulässigkeitsvoraussetzungen, wonach es beispielsweise keine weniger eingreifende zumutbare Alternativen geben darf. So gelten für sie nicht die an Natur- und Landschaftseingriffe ansonsten geknüpften Verpflichtungen zu Ausgleichs- und Ersatzmaßnahmen. Diese Ausnahme gilt auch bei Wiederaufnahme land-, forst- oder fischereiwirtschaftlicher Nutzung in einer Frist von zehn Jahren nach Auslaufen subventionierter Flächenstilllegung oder sonstiger Bewirtschaftungsbeschränkung wie etwa den aus öffentlichen Mitteln geförderten Greening- oder Feldrain-Programmen.
Auf der anderen Seite knüpft die Europäische Union seit dem Förderzeitraum 2014–2020 die Ausschüttung von Fördergeldern ihrer Gemeinsamen Agrarpolitik (GAP) an die Regeltreue (Compliance) der Landwirte unter anderem gegenüber einer Auswahl inhaltlich verwandter Grundsätze. Verstöße gegenüber Unionsrecht wie die Nitratrichtlinie definierte Grundanforderungen an die Betriebsführung (GAP) oder national definierte Standards für die Erhaltung von Flächen in gutem landwirtschaftlichem und ökologischem Zustand (GLÖZ) können nach diesen Regeln sogenannter Cross Compliance bis zum Verlust sämtlicher Zahlungsansprüche auf Prämien führen.